# 鈴木和夫 (白河市長)
鈴木 和夫（すずき かずお、1949年（昭和24年）11月12日 - ）は、日本の政治家。福島県白河市長（5期）。

## 来歴
福島県立白河高等学校卒業。1972年3月、早稲田大学法学部卒業。大学卒業後、福島県庁に入庁。相双地方振興局長、企業局長などを務めた。
2007年6月26日、白河市長の成井英夫が死去（享年54）。これに伴って7月29日に行われた選挙へ鈴木は無所属で出馬。3人の候補者を破り、初当選。同日、市長に就任した。
2019年、元大信村議の国井明子を破り4選。
2023年、同じく国井を破り5選。

## 市政

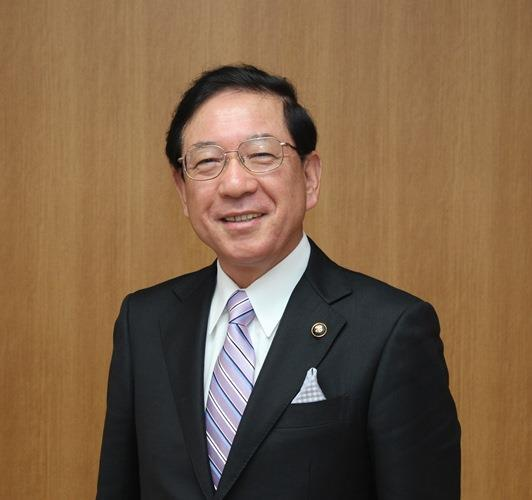
福島県白河市「ふるさと名物応援宣言」資料内にて公開された肖像

- 2020年6月18日、新型コロナウイルス対策の財源に充てるため、自身の6月期末手当を50％減額する条例案を市議会定例会に提出した。副市長については40％、教育長については30％減額する[6]。6月24日、同条例案は全会一致で可決された[7]。